# Дарлингтон
Дарлингтон (енгл. Darlington) је град у Уједињеном Краљевству у Енглеској. Према процени из 2007. у граду је живело 87.543 становника.

## Становништво
Према процени, у граду је 2008. живело 87.543 становника.
| 1981.  | 1991.  | 2001.  |
| ------ | ------ | ------ |
| 85,519 | 86,767 | 86,082 |